# Comté de Montgomery (Virginie)
Pour les articles homonymes, voir Comté de Montgomery.
Le comté de Montgomery est un comté de Virginie, aux États-Unis, dont le chef-lieu est la ville de Christiansburg.

## Politique
Lors des élections présidentielles, le comté de Montgomery est un comté compétitif. Les votes démocrates de Blacksburg, ville universitaire, sont compensés par des environs plus conservateurs.

## Photos

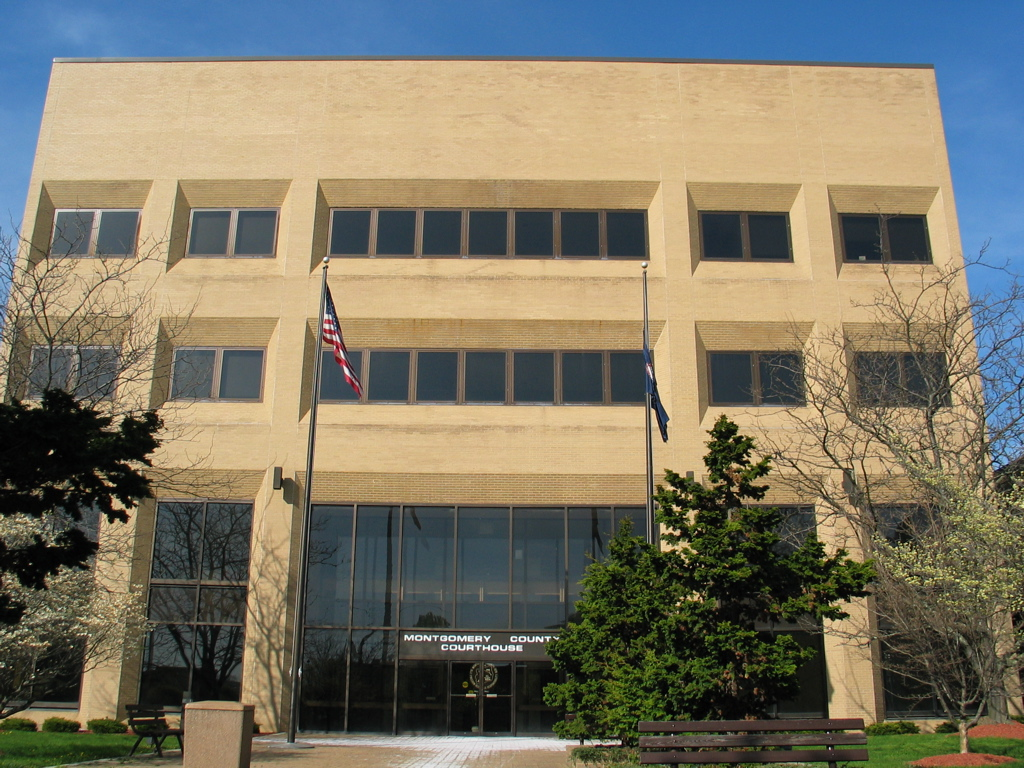
Palais de justice du comté, à Christiansburg.
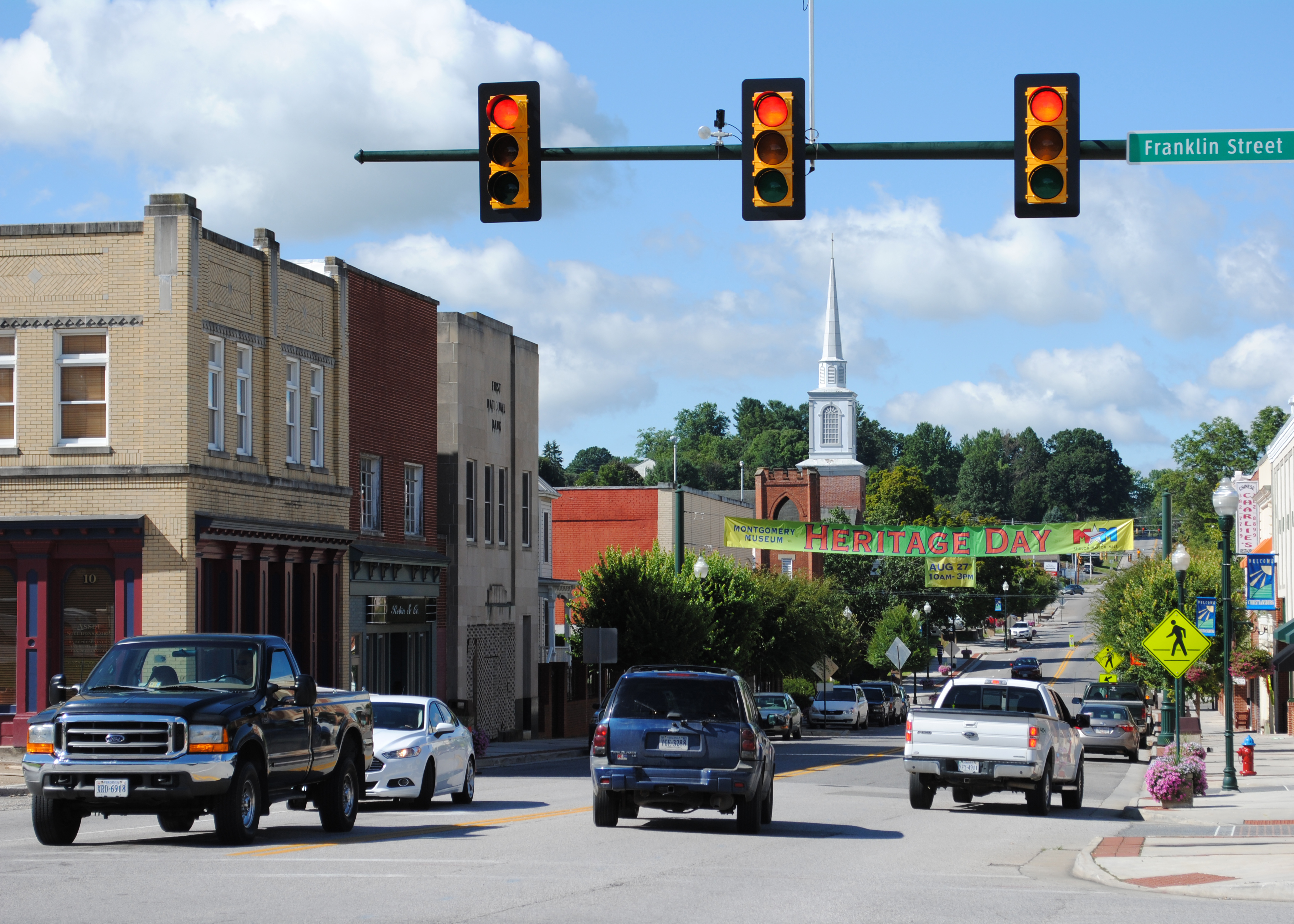
Centre-ville de Christiansburg.
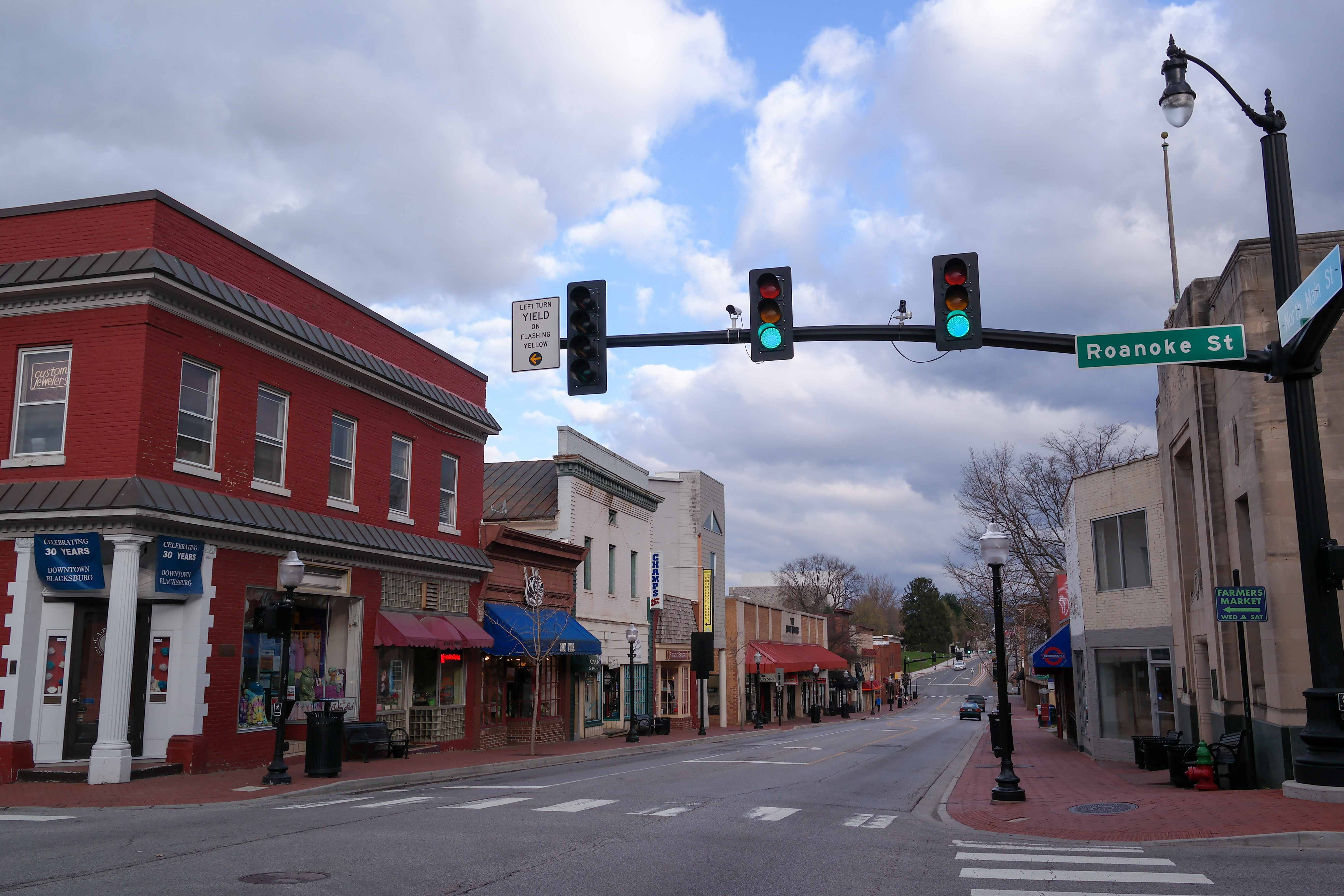
Blacksburg.
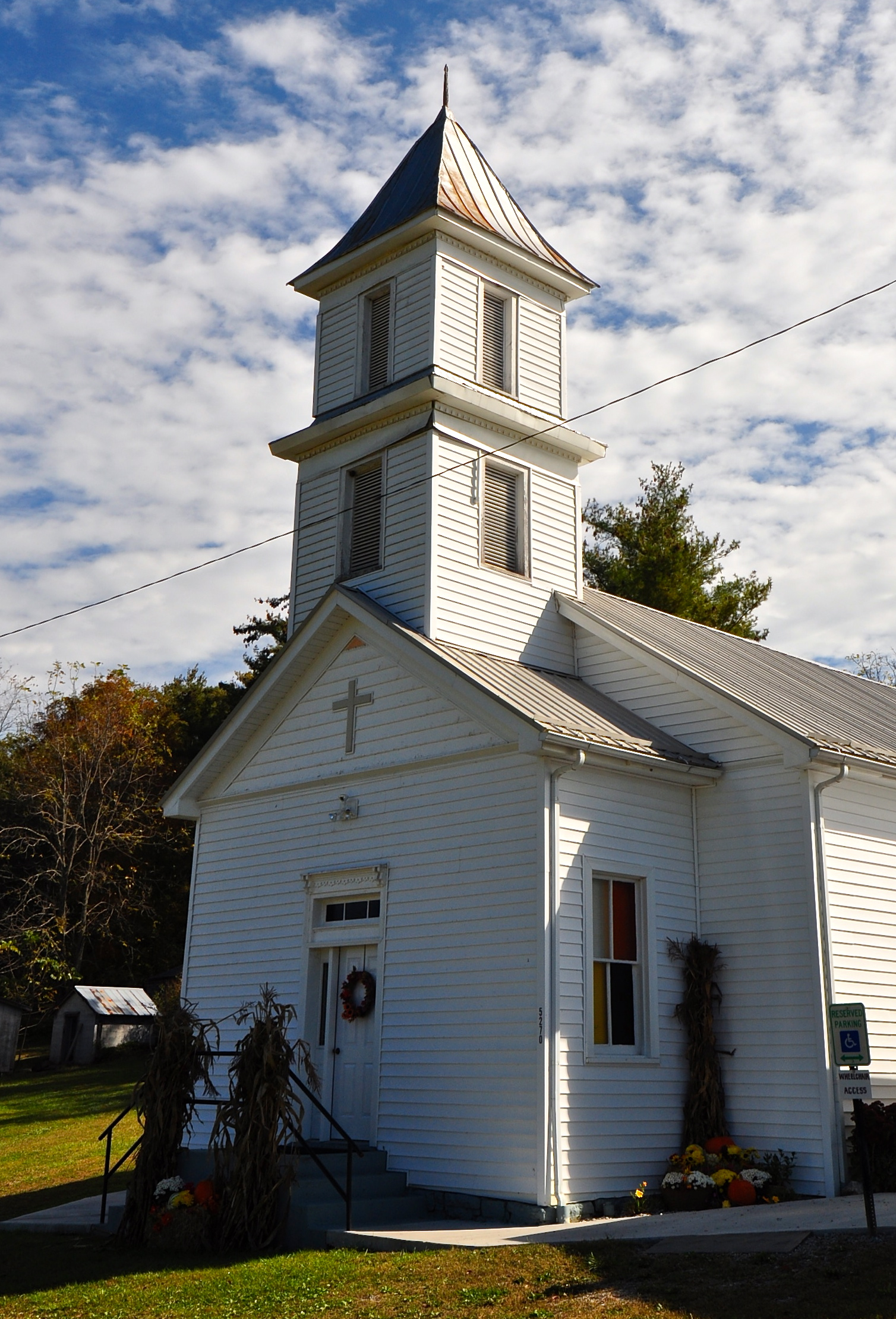
Église méthodiste de Graysontown.
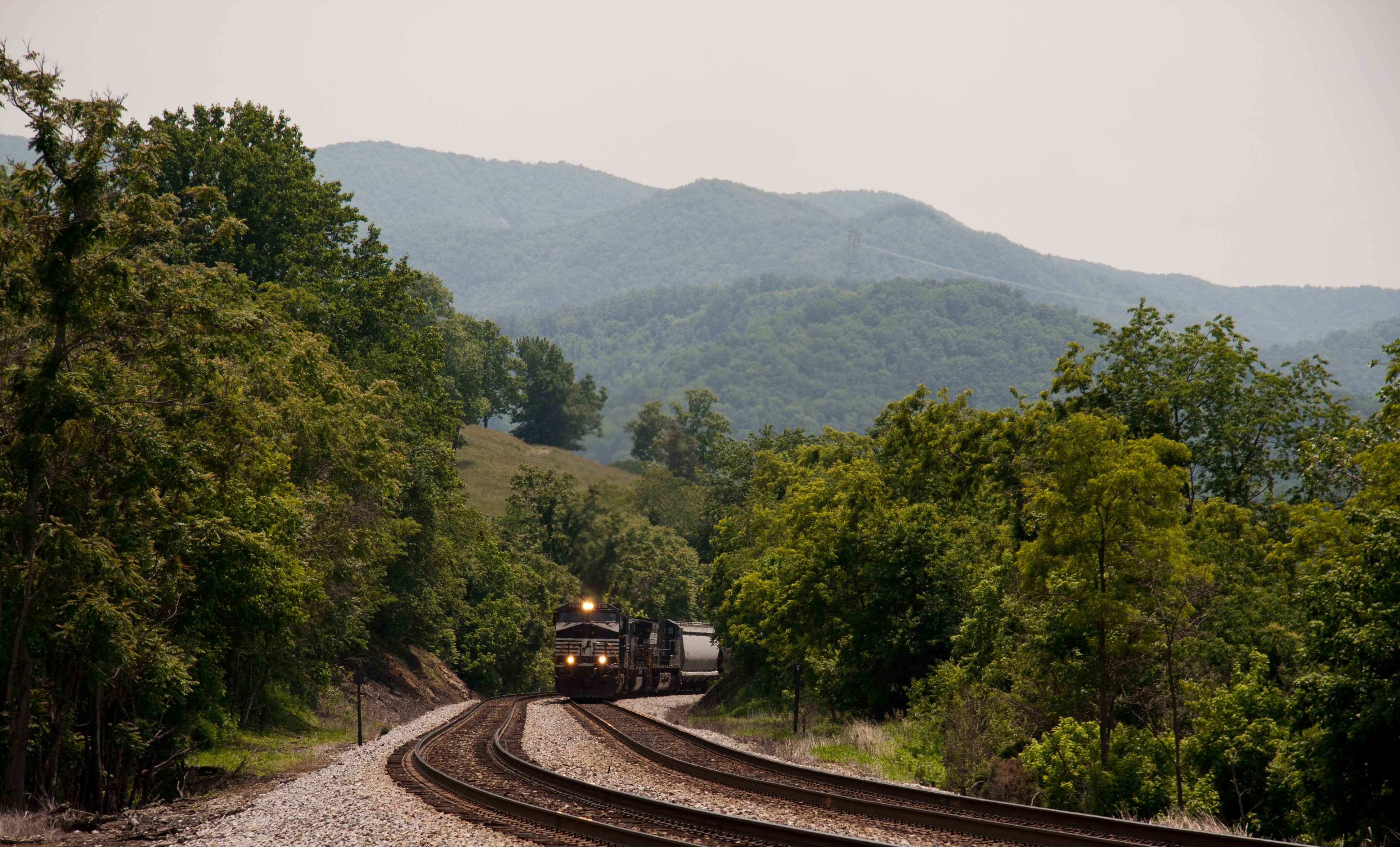
Shawsville.